# Вјетри сул Маре (Салерно)
Вјетри сул Маре (итал. Vietri sul Mare) је насеље у Италији у округу Салерно, региону Кампанија.
Према процени из 2011. у насељу је живело 3852 становника. Насеље се налази на надморској висини од 63 м.

## Становништво
| 1931. | 1936. | 1951.  | 1961.  | 1971. | 1981.  | 1991. | 2001. | 2011. |
| ----- | ----- | ------ | ------ | ----- | ------ | ----- | ----- | ----- |
| 9.425 | 9.701 | 11.911 | 11.273 | 9.643 | 10.059 | 9.401 | 8.543 | 8.076 |